# Göőz József
Göőz József (Aszaló, 1855. március 28. – Budapest, 1909. január 24.) tanár, pedagógiai író, bölcseleti doktor, polgári iskolai igazgatótanár.

## Élete
Aszalón, Abaúj-Torna megyében született földmíves szülőktől. Apja halála (1859) után mások jóakaratú támogatása mellett, főként saját erejére volt utalva. Vécsei Pál aszalói tanítónak köszönhette, hogy tanulását folytathatta, ki magánoktatással is elősegítette a gimnáziumba juthatását; ennek négy osztályát 1864-től Szikszón, az V. osztályt 1868-ban Debrecenben végezte s a VI.-ra 1869-ben Sárospatakra ment. 1870-ben tanítói pályára lépett. Ez időtől fogva tíz évig, hogy magát fenntarthassa s iskolai pályáját is bevégezhesse, nyilvános és magántanítással kereste kenyerét. Tanító volt Poroszlón (Heves megye), Szalacson és Csokalyon (Bihar megye), Aszalón, Bőcsön (Borsod megye) és Budapesten. 1882-1887 között a budapesti Medve Utcai Népiskolában magyar nyelvet és irodalmat tanított. A budai magyar királyi állami tanítóképző hároméves tanfolyamát elvégezvén 1875-ben, tanítóképesítő vizsgát tett Sárospatakon; 1876-ban érettségi magánvizsgát Miskolcon. 1877-79-ben a budapesti egyetemen magyar irodalmi, bölcseleti, pedagógiai s történelmi előadásokat hallgatott és 1879-ben tanári vizsgát tett és bölcseletdoktori oklevelet nyert. 1881-ben még egy tanári vizsgálatot állott ki, hogy tanszékhez juthasson; ez időtől fogva reál, polgári és középkereskedelmi iskolákban tanárkodott Budapesten. 1887-ben egy évi tanulmányi úton volt külföldön, beutazva Németországot, Svájcot és Olaszország egy részét; a berlini egyetemen félévet töltött filozófiai s pedagógiai előadások hallgatásával.
Cikkei a Vasárnapi Ujságban (1880. 6. sz. Kisfaludy K. levele Szemere Pálhoz, 1882. Magyar nők az 1790. budai országgyűlésen, 1886. Buda visszafoglalása 1686.), a Magyar Paedagogiai Szemlében (1880. Ábel Márton életrajza, 1881. Vajdafy Gusztáv fővárosi tanító életrajza); írt még a Néptanodába, Ált. Tanügyi Közlönybe, Néptanítók Lapjába, sat.
Aszalón működik a Göőz József Általános Iskola

## Munkái
- A természet-philosophiai álláspontok ismertetése és bírálata. Bpest, 1879
- A budapesti (budai) tanítóegylet Emlékkönyve. Bpest, 1879 (Trájtler Károllyal együtt).
- Pedagógiai értekezések. Budapest, 1880 (Ism. Néptanítók Lapja)
- Budapest története. A magyar nép és ifjúság számára. Budapest, 1883 (Ism. Néptanítók Lapja 1882. 752. l.)
- Magyar irálytan. Feladatokkal és olvasmányokkal egybekapcsolva. Polgári iskolák és rokon intézetek számára. Budapest, 1883 (2. jan. kiadás.Budapest, 1889)
- Állítsunk Budapesten a Duna jobb partján közép kereskedelmi iskolát. Budapest, 1883
- Magyar nyelvtan. Polgári iskolák számára. Budapest, 1884
- Magyar nemzeti olvasókönyv, elemi iskolák számára. Budapest, 1889. Hat kötet. (Trajtler Károllyal és Schön Józseffel)
- Magyar olvasókönyv, a polgári fiúiskolák számára. Három kötet. (Tóth Józseffel együtt. Budapest. 1890. 2. kiadás. Budapest, 1893)
- Magyar olvasókönyv A polgári és felsőbb leányiskolák számára. Budapest, 1890. Három kötet. (Póra Ferenccel és Tóth Józseffel együtt. 2. kiadás. Budapest, 1893. Póra Ferenc és Tóth J.-fel együtt. Ism. Egyet. Közokt. Szemle és Nőnevelés)
- A Budapest III. ker. közs. polg. leány- és női ipariskola szervezete. Budapest, 1890 (2. és 3. kidolgozásban. Budapest, 1893 és 1894)
- Magyar nyelvtan, különös tekintettel a helyesírás és fogalmazás gyakorlati tanítására polgári fiú- és leányiskolák számára. Budapest, 1891 (Tóth Józseffel együtt. 2. kiadás. Budapest, 1893)
- Tanítók útmutatója. I–III., Budapest, 1907

Szerkesztette a Polgári Iskolát 1888-tól Budapesten.